# Metalectra nireus
Metalectra nireus är en fjärilsart som beskrevs av William Schaus 1912. Metalectra nireus ingår i släktet Metalectra och familjen nattflyn. Inga underarter finns listade i Catalogue of Life.